# 董𦁄
董𦁄[糹辰]（1459年—？），字嗣紳，湖廣黃州府麻城縣人，軍籍，明朝政治人物。

## 生平
湖廣鄉試第四名舉人。弘治三年（1490年）中式庚戌科會試第九十名，三甲第一百零八名進士。授行人司行人，官至監察御史。

## 家族
曾祖董南壽；祖父董潮，檢校；父董應軫，按察司僉事。嫡母徐氏；繼母王氏；生母趙氏。慈侍下。兄董緒（通判）；董紱（知縣）；董䋊（贡士）。